# 四畳半神話大系
『四畳半神話大系』（よじょうはんしんわたいけい）は、森見登美彦による日本の小説、およびそれを原作とするアニメ作品。四畳半シリーズの第1作。

## 概要
京都市左京区を舞台に、京都大学3回生の男子学生が、1回生時に選んだサークルによって自らの大学生活をいかに変えていったか、その可能性を描く一人称小説。森見は本作のことを「次男」と呼ぶ。
2004年12月10日に太田出版より書き下ろしで刊行され、2008年3月25日に角川文庫版が刊行された。
2008年8月に韓国語版『다다미 넉장반 세계일주』が図書出版ビチェから、2009年12月に繁体中国語版『四疊半宿舍, 青春迷走』が時報文化から、2010年8月に簡体中国語版『四畳半神話大系』が上海人民出版社から刊行されている。
2010年にはフジテレビ系『ノイタミナ』枠でテレビアニメ化された。
2020年7月29日には上田誠の戯曲『サマータイムマシン・ブルース』を原案として続編となるシリーズ第2作『四畳半タイムマシンブルース』の単行本がKADOKAWAより刊行され、2023年5月には本作との合体本の電子書籍が同社より配信された。

## 制作背景
森見が『太陽の塔』でのデビュー後、太田出版の編集者（北尾修一）から「ウチで『太陽の塔』みたいな腐れ大学生が出てくる作品を書いてほしい」と持ちかけられたのが本作執筆のきっかけである。
そのため、『太陽の塔』のような腐れ大学生が主人公であるなど、似通った設定であるが、並行世界の要素が取り入れられ、各話で「私」は異なるサークル・組織に所属するが、結末や登場人物が共通・関係しあっており、第4話で「私」は並行世界を横断することになる。物語の最後に並行世界であることが明かされる展開ではなく、各話の書き出しが統一され、各話が全て並行世界であることを前提に描かれる。並行世界のアイデアには『キューブ』の影響もある。
森見は「四畳半」という言葉に、派手な言葉を掛け合わせて鮮やかで目を引くタイトルにしようと考え、ラブクラフトの『クトゥルー神話大系』を思い出し、「神話大系」を掛け合わせて本作のタイトルを『四畳半神話大系』とした。
当初「四つの話が並行して、最後に一つになる」という漠然としたストーリー以外は何も決めておらず、森見は第一話が進まなければ第二話を進め、それが駄目なら第三話というように四つの物語を同時に書き始め、後半になって事件が入り乱れてくるとタイムテーブルを作るなどもしたが、手探りで本作を書き上げている。当時、森見は大学院修士課程に在籍していたが、完成間近の秋には研究室にほとんど通わず執筆に専念した。
本作はシェイクスピアの『リア王』を下敷きとしており、森見はリア王を腐れ学生になぞらえ、王が彷徨う荒野を四畳半、王に付き従う道化を主人公のもうひとりの人格であるジョニー、リア王の長女、次女を主人公が想いを寄せる乙女、リア王の三女に当たるコーディリアをラブドールの香織さんに置き換え、現代版リア王として再現しようと企てたことを明かしている

## あらすじ
第一話 四畳半恋ノ邪魔者
1回生時に「私」が映画サークル「みそぎ」に入った場合の物語。
第二話 四畳半自虐的代理代理戦争
1回生時に「私」が樋口に弟子入りした場合の物語。
第三話 四畳半の甘い生活
1回生時に「私」がソフトボールサークル「ほんわか」に入った場合の物語。
第四話 八十日間四畳半一周
1回生時に「私」が秘密組織「福猫飯店」に入った場合の物語。

## 登場人物
声の項はテレビアニメ版のキャスト。
私
声 - 浅沼晋太郎
主人公であり、物語の語り手。農学部に所属する大学3回生で、元浪人生（一浪）。身長は180センチメートルほど。メガネを着用。下鴨幽水荘に住む。テニスサークル所属。プライドと理想は高いが、非活動的で社交性の低い地味な青年。大学入学を機にサークル活動を通じて「薔薇色のキャンパスライフ」を目論むも、小津とともに不毛で無意義な大学生活を送る破目になる。1回生の夏に女性関係で痛い目に遭い、サークル内の交友関係が上手くいかず孤立し、また小津に感化 （悪影響）されたこともあって、性格が一層捻くれてしまう。理想の女性像は「ふはふはして、繊細微妙で夢のような、美しいものだけで頭がいっぱいな黒髪の乙女」。
ジョニー
声 - 檜山修之
もう一人の「私」。アニメでは比喩表現としてデフォルメされたカウボーイ姿で描かれ、馬に跨っている。

小津
声 - 吉野裕行
「私」の宿敵であり盟友。工学部電気電子工学科に所属しているにもかかわらず電気も電子も工学も嫌いで、1回生終了の時点では取得単位数も成績もひどい低空飛行だった。「私」とは同学年。偏食家であるため顔色が悪く、妖怪に例えられるほど不気味な風貌。3度の飯より悪行が好きな天邪鬼で、他人の不幸をおかずに飯が3杯食える。しかし立ち回りが巧く、多くのサークルや組織に所属して京都中に広い人脈と情報網を築き、「私」とは対照的に無意義な学生生活を存分に楽しんでいる。樋口を熱心に師事し、何事においても樋口の弟子であることを優先する。意外にも恋愛に関しては一途で、実は小日向さんと付き合っている。親からはたくさんの仕送りを送ってもらっているうえに、浄土寺の砂糖菓子みたいなマンションに住んでおり、主人公を家にはあげたことはない。ただし、明石さん、羽貫さんはいったことがあるように描写されている。
多くのサークルに所属することから、「私」はどのサークルを選んでも小津と巡り合い、悪友となる。小津いわく「運命の黒い糸」で結ばれた運命共同体。勝手にサークル内での立場を悪くしていく「私」を、時には煽り立て、時には天才的な立ち回りで助ける。アニメ版では「私」を踏み台にして組織でのし上がっていく側面が強調されている。原作では「私」と酒を飲む場面が出てくるが、アニメ版では酒が飲めないらしい。
明石さん
声 - 坂本真綾
「私」と小津の、1年下の後輩。工学部建築科に所属。理知的でクールな黒髪の乙女であり、歯に衣着せぬ物言いで周囲を寄せ付けない。蛾だけが唯一の弱点で、蛾を前にすると「ぎょええええ」と漫画のような悲鳴を上げて取り乱す。「もちぐま」が好き。彼女が1回生の夏に下鴨神社の古本市で2回生の「私」と出会っている。アニメ版ではワンピースに十分丈のレギンスという格好。名前の由来は作者の友人「法学部の明石氏」。
小説版では映画サークル「みそぎ」に入り、小津の下で働いていた縁で、1回生の秋に樋口に弟子入りする（「みそぎ」は途中で退部）。その後「私」と「成就した恋愛」関係となることが各話で示唆される。
アニメ版では話によって所属するサークルが違う。「バードマンサークル」の場合と「樋口の弟子」の場合がある。「バードマン」の場合、1回生の時に自転車サークルソレイユに所属し、その年、蹴上で行われたロードレースで男女総合優勝を果たし、すぐにソレイユを辞めバードマンに入る。ロードレースの賞金を全てつぎこんで飛行機作りをはじめる。彼女が2回生の夏に映画サークル「みそぎ」に3DCGとビジュアルエフェクトの助っ人として参加し、その時、相島に好意を寄せられるようになる。なお「私」と「成就した恋愛」関係になると描写されているのは最終話のみ。
樋口 清太郎
声 - 藤原啓治
小津が「師匠」と呼び慕う自由人。大学8回生。常に悠然と構えていて、神秘的な気配と高貴さと暢気な笑顔を湛える。雰囲気は「良くて仙人、悪くて貧乏神」というのが「私」の評。「弟子」を取り、ほぼ彼らからの貢ぎ物だけによって生活している。常に紺色（アニメでは緑）の浴衣を着て、高下駄を履いている。茄子のようなシャクレ顔で、髪は台風通過後のようにくしゃくしゃ。「私」と同じ下鴨幽水荘に住んでいるが、彼の部屋（210号室）はかなり散らかっている上に汚れており、特殊なタワシを使わねばならないほど。交友は小津とは師弟関係（話によっては明石さんも）のほか、羽貫と仲がよく、城ヶ崎とは因縁の仲。
縁結びの神「かもたけつぬみのかみ」を自称したことがある（小説版では、明石さんに告白させるための小津の仕組んだ芝居であることが示唆されるが、アニメ版では明らかではない）。小説版第2話では蛾の大群と共に空に消えるという不思議な退場をしたようであるが、目撃したのは小津だけであったため「私」はまるで信じていない。
羽貫 涼子
声 - 甲斐田裕子
御蔭橋そばの窪塚歯科医院に勤める歯科衛生士。覇気が漲り薙刀が似合いそうな凛々しい美女である。好物はカステラと酒。酒癖が悪く、うっかり酒に付き合った者は地獄のエンドレスナイトを味わう。ひどく酔うと人の顔を舐める癖がある。樋口や城ヶ崎と親しい仲で、特に樋口とは世話女房のような関係。歯科医の窪塚に言い寄られたり、セクハラされたりと迷惑している。アニメ版では樋口との仲がより深く描かれており、樋口が世界一周の旅に出ると知った時は、英会話サークルで落ち込んだ様子を見せたり、欄干から叫んだりしていた。最終話では、「私」の発言を受けた樋口に誘われ、2人で世界一周の旅に出た。小津とも親しく、「私」が関知しない小津の一面を知っている。
城ヶ崎 マサキ
声 - 諏訪部順一
樋口の親友かつライバルで、樋口と自虐的代理代理戦争を5年近く続けている。小説版では博士課程の院生、アニメ版では大学8回生。映画サークル「みそぎ」のカリスマ部長であり、水も滴る良い男でナルシストである。しかし、私生活では「香織」と名付けたラブドールの愛好家という一面を持つ。また乳房好きで、アニメ版ではその特性が強化されている。
小説版では「香織さん」のほかにも女性経験が豊かで、「みそぎ」でも相島から恋人を奪っており、そのことで相島から恨みを買い、部長の座を失脚させられることとなる（奪った恋人とは「私」が3回生になる春に別れている）。アニメ版では極度の潔癖症から生身の女性に触れられず、「香織さん」のみを愛するようになったと設定。ただ、羽貫さんだけはそれなりに気があるらしい。第3話では「私」の特訓を指導する人のよさも見せた。
香織さん
声 - 本編 - 浅沼晋太郎、檜山修之 / DVD&BD収録未放送エピソード - 能登麻美子
城ヶ崎が所有する超高級ラブドール。人形とは思えない美しさと気品があり、城ヶ崎の寵愛を受けている。小説版では相島が図書館警察を使って誘拐した際、保管担当者が禁断の愛に落ち、愛の逃避行に走ってしまう。その後、自虐的代理代理戦争で樋口の命令を受けた小津にも誘拐される。アニメ版では明石さんの気を引こうとする相島によって誘拐されそうになる。話によっては「私」の四畳半に「来る」。
相島
声 - 佐藤せつじ
陰気で慇懃無礼な雰囲気の学生。普段は映画サークル「みそぎ」の副会長であり、城ヶ崎の太鼓持ちであるが、裏の顔は地下組織「福猫飯店」に所属している。「私」が相島と同じサークルになった場合「私」を陰湿にいじめる。小津に唆されて「みそぎ」でクーデターを起こすも、のちに「福猫飯店」で小津にクーデターを起こされる。裏の顔の時は警官のような出で立ちで、サーベルを所持する。
小説では「私」が3回生の時に図書館警察の長官に就任している。城ヶ崎に恋人を奪われ、その恨みで「みそぎ」でクーデターを起こす。アニメ版では、「私」が1回生の時から「福猫飯店」店長であり、図書館警察長官であった。「みそぎ」の助っ人に来ていた明石さんに片想いをし、明石さんに良い処をみせつけるためにクーデターを起こす。
老婆
声 - 真山亜子
木屋町通にいる占い師の老婆。妖気を垂れ流し、言葉巧みに自尊心をくすぐるため、「私」はあっさりと信用してしまう。どの話でも「コロッセオ」という意味深な助言を「私」に授ける。アニメ版では「コロッセオ」の言葉は無く、「好機は何時でもあなたの目の前にぶらさがってございます」と示唆し、占い後に料金を取る（初めは千円で、話数ごとに千円ずつ値上がりする）。
小日向さん
小説では会話の中に出てくるだけで本人が登場することはない。「私」が1回生の時に映画サークル「みそぎ」に所属していたが、半年ほどでサークルを辞めている。「私」が女性関係で痛い目にあったというのは、彼女に振られたことを指しているらしいという示唆がある。実は小津と付き合っているが、小津は断固として隠し通そうとする。
アニメ版では「私」の理想の女性像と一致する黒髪の乙女（演出で顔は見えない）。怪しげな宗教団体「ほんわか」の教祖の娘で広告塔であるが、「ほんわか」の下部組織であるソフトボールサークルにはほとんど顔を出さない。テニスサークルにも所属しており、「私」が1回生の時に出会い、告白するも轟沈する。小説同様、実は小津の恋人。

## 用語など

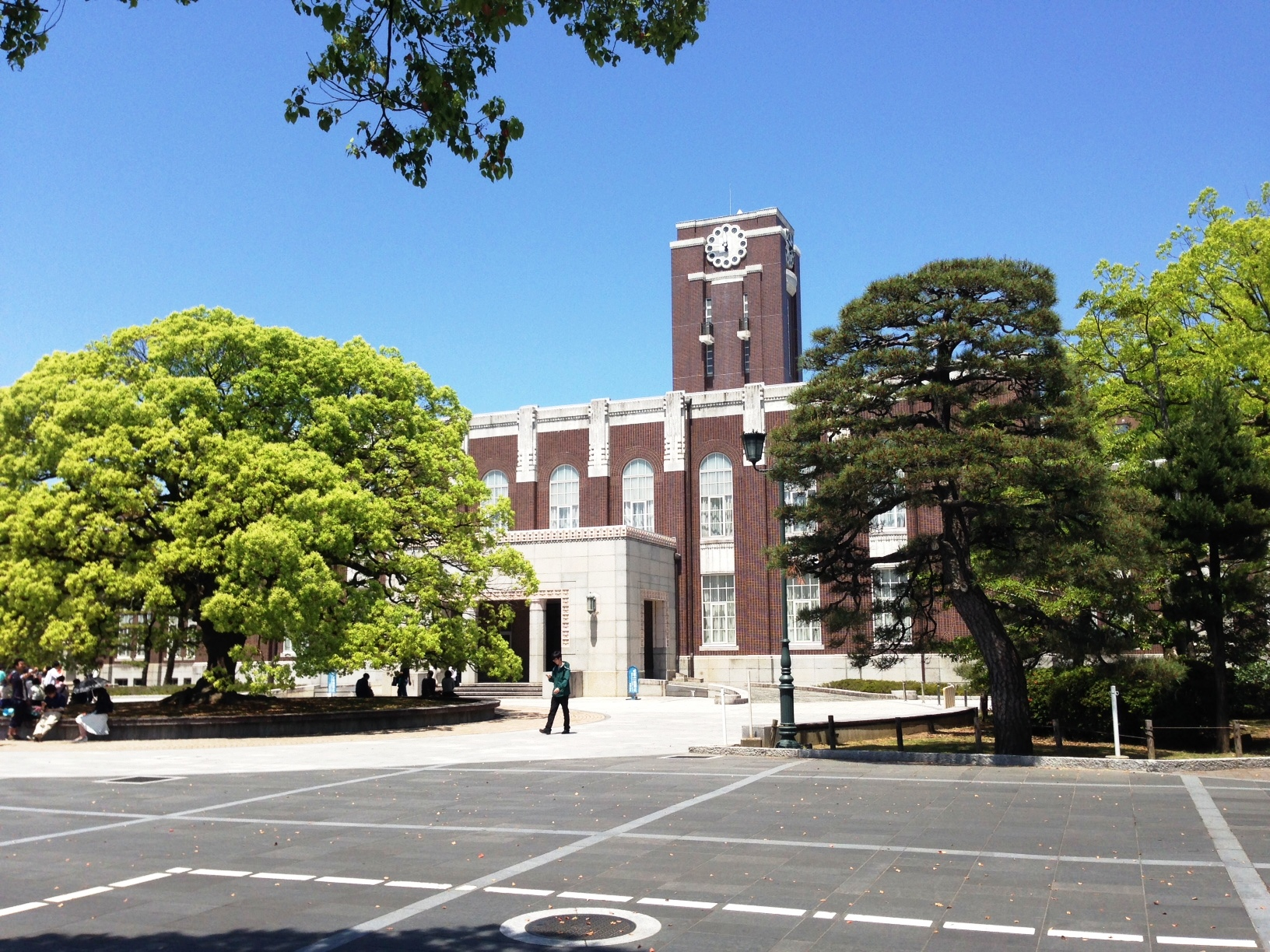
「時計台」のモデルである京都大学時計台記念館。

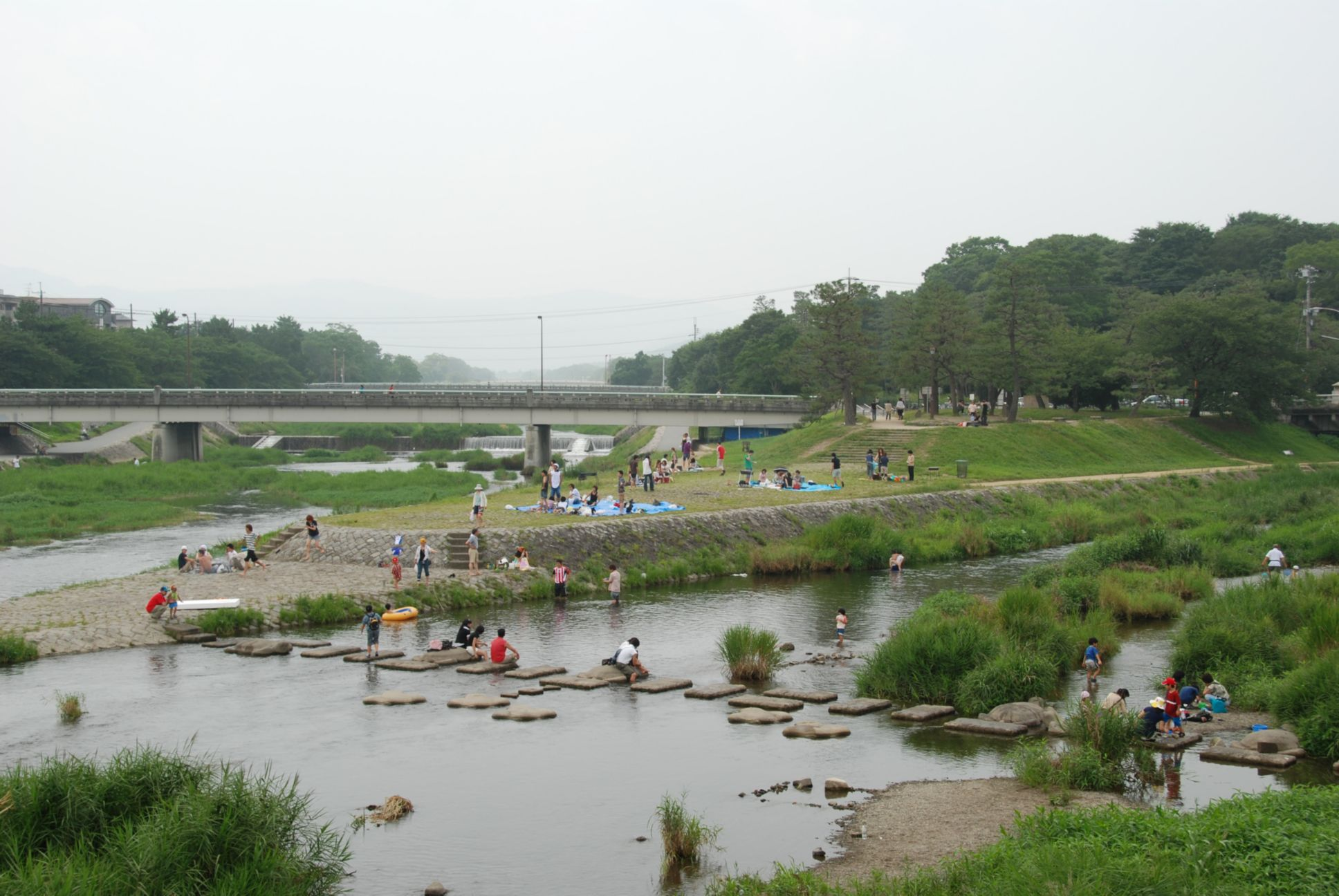
賀茂大橋から望む鴨川デルタ。

下鴨幽水荘（しもがもゆうすいそう）
下鴨泉川町（アニメ版では叡山出町柳裏）にある廃墟同然の古びた下宿。幕末に焼失して再建して以後そのままであると言ううわさがある。110号室に「私」の四畳半部屋があり、真上の210号室には樋口が住む。別の作品でも出てくるが泉町にあると描写されている。アニメ版では玄関、一部外装は銀月アパートメントがモデルに、その他は京都大学吉田寮がモデルとなっている。また、実写取り込みの際は実際に吉田寮に住んでいる学生の部屋をつかった。
大学の時計台
時計台の前で「私」がサークルの勧誘ビラを貰うところから物語が始まる。アニメ版では時計台の針が逆回転する場面で各話が終わる。
鴨川デルタ、賀茂大橋
高野川と賀茂川が合流して鴨川となる地点。物語の重要な舞台の一つで、小説版の各話およびアニメ版最終回は、大量発生した蛾が賀茂大橋に飛来する。これは、2本の川が1本にまとまることと、並行世界が一つにまとまる展開とを重ね合わせた設定である。
五山の送り火
京都の盆地にある五つの山に「大」「妙法」「舟形」「大」「鳥居形」の送り火が点火される京都の夏の風物詩。この日、小津と樋口が「私」と明石さんをデートさせようと、明石さんを賀茂大橋に呼び出している。また、この日、相島が小津に対して福猫飯店でクーデターを起こしている。「私」が四畳半に迷いこんだものこの日であり、出てきたのもこの日である。アニメ版ではこの日に、カルト宗教団体「ほんわか」が所有する飛行船「ノアの箱舟」が何者かに強奪されている。最終話ではこの日に賀茂大橋で大量の蛾が発生。
病院
小説版の各話およびアニメ版最終回は、病院の小津が入院している部屋で物語が終わる。
猫ラーメン
下鴨神社界隈に出没する屋台ラーメン。猫でダシを取っているとの噂があるが、味は無類である。無口な店主（声 - 宮内敦士）は自虐的代理代理戦争の立会人であり、アニメ版では樋口・羽貫・城ヶ崎と同回生であったという設定。『太陽の塔』から登場する食べ物。
もちぐま
明石さんが好きなクマのぬいぐるみ。餅のように柔らかいところから彼女が名付け、5匹揃って「ふわふわ戦隊モチグマン」と呼ぶ。小説版での材質はスポンジ。アニメ版では手のひらサイズのぬいぐるみである。
小説版第4話で明石さんが古本市で紛失した1匹を「私」が発見して以来、各話の世界を横断し、第1話で明石さんの手元に戻ることになる。
アニメ版では固有のキャラクターとして設定され、明石さん個人の命名ではない。色違いの5匹のもちぐまのうち、白のもちぐまを各話ごとに様々な場所で紛失するが、必ず紆余曲折を経て「私」の手に渡り、四畳半の蛍光灯の紐に吊るされ、私の目の前にいつもぶら下っている。
『美女と竹林』で作者のクマのぬいぐるみから採用されていることが解る。
自虐的代理代理戦争
太平洋戦争前より行われる不毛な悪戯合戦。不毛な悪戯に徹するべしとの不文律がある。今となっては何が原因での争いか不明だが、とにかく事がうやむやになることを避けるため、後輩を代理に立てて争いを続けてきた。樋口と城ヶ崎は29代目にあたる。和解の会談は猫ラーメンの屋台で、次の代への引き継ぎは賀茂大橋で行う慣習がある。
『海底二万海里』
樋口が愛読している書物で、読むのに1年以上かかっている。元は「私」が下鴨神社の古本市で購入した本（大学図書館から借りて延滞している場合もある）。「地球儀」にマチ針を刺し、航路を辿っている。アニメ版では、出版社との関係から角川文庫の花輪莞爾翻訳版を読んでいる。
樋口景子
声 - 大原さやか
「私」の文通相手。小津が「私」にくれた古本の末頁に名前と住所が書かれており、「私」がそこへ手紙を出したことがきっかけで文通が始まる。文体は黒髪で知的な女性を思わせる。文通相手に会うことを自制する「私」に対し会いたいと求め、「私」を煩悶させる。正体は小津および明石さん。
カステラ
各話の終盤、樋口の弟子（多くの場合は小津）によって「私」の部屋に届けられる大きなカステラ。何者かに喰い散らかされていることもある。ちなみに羽貫さんの好物でもある。小説では歯科医の窪塚が羽貫さんにあげた物で、それが羽貫さんや弟子から食い物を貰って生活している樋口の元にきて、弟子を通して「私」の元へとやってくる。アニメ版では「五山」の前日か「五山」が終わった後届けられる事が多い。
ゴキブリキューブ
アニメオリジナル。大量のゴキブリを固めた塊で、自虐的代理代理戦争で小津が城ヶ崎宅に放り込んだ生物兵器。アニメ版10話では暴発し、「私」の部屋に大量のゴキブリが押し寄せる。元は『太陽の塔』に登場するアイテム。
ノアの箱舟
アニメオリジナル。ほんわかの本部にある飛行船。どう見ても数人しか乗れないが、世界崩壊の日に1組のカップルと沢山の動物のつがいを乗せるための船とほんわかの教祖は主張している。9話及び11話では小日向さんと五山送り火を五ついっぺんに見ようと小津が強奪するが、福猫飯店の妨害を受けあえなく墜落する。
コロッセオ
小説版のみ。占い師の老婆が語る「あなたの好機の印」。その言葉通り、各話にそれぞれの形でコロッセオまたはそれを思わせるものが登場する。

### サークル・組織
恋ノ邪魔者
小津の情報網を使い、「私」と小津で恋の赤い糸を切って切って切りまくる、限りなく敗北に近い勝利者。黒いキューピット。鴨川にいたカップルの集団にロケット花火による襲撃を行った。
テニスサークル「キューピット」
アニメオリジナル。アニメ版では小日向さんが所属している。
映画サークル「みそぎ」
創設者・部長である城ヶ崎による独裁体制の元、和気藹々と映画を作るサークル。城ヶ崎と相島が所属。小説版では小日向さんが所属していた。
バードマンクラブ
アニメオリジナル。バードマンコンテストの優勝を目指し、有人飛行機を制作している。明石さんがサイクリング同好会「ソレイユ」脱退後、所属。また彼女は、しまなみ杯での優勝賞金を全額、飛行機の制作費に充てている。
サイクリング同好会「ソレイユ」
アニメオリジナル。同好会とは名ばかりの、本格的な体育会系サークル。明石さんが所属し、樋口とともに「しまなみ杯」で総合優勝する。
英会話サークル「ジョイングリッシュ」
羽貫が所属。小説版では河原町三条にある英会話教室。
ヒーローショー同好会
アニメオリジナル。「もちぐま」のヒーローショーを行う。アニメ版では「私」がモチグマンショーで明石さんを助けたのが最初の出会いである場合がある。
読書サークル「SEA」
アニメオリジナル。相島が所属。
「ほんわか」
カルト宗教団体。小説版では大学の裏勢力に食い込んでおり、福猫飯店にも強い影響力を持つ。太った中年男が教祖。アニメ版では詐欺に近い健康食品会社を装う。
ソフトボールサークル「ほんわか」
運動よりも社交を第一目的とし、部員は皆ほんわかしている。しかし実態は「ほんわか」の学内下部組織であり、上部組織の信者を集めるためのダミー組織。アニメ版では健康食品会社の販売促進活動も行い、販売で貢献した者を本部に呼び信者として抱き込む。

秘密機関「福猫飯店」
大学を裏で牛耳る非公認の秘密組織。図書館警察・印刷所・自転車にこやか整理軍などの下部組織を従える。相島が所属。
小説版での「福猫飯店」は図書館警察・印刷所・自転車にこやか整理軍の3組織をまとめて呼ぶための総称である。この3組織はそれぞれ独立しているのだが、利害のぶつかり合いを避けるために、「福猫飯店」という上部組織を置いている。「福猫飯店」は、それぞれ強大な権力をもつ代表達が利害をすりあわすための会議体なのだが、ただ、会議には、3組織の代表だけではなく、宗教団体「ほんわか」の教祖などの組織とは関係無いが影響力がある部外者も多数参加しており、人事にかなり口を出している。3組織の代表の中では図書館警察長官が一番格が上と扱う慣習がある。
アニメ版での「福猫飯店」は大学の裏組織のほとんどを従え管理・統括する上部組織である。同名の中華料理屋の地下に本部を構えており相島が店長をつとめている。
図書館警察
大学図書館の本を延滞者から力尽くで回収する組織。回収のための個人情報収集が肥大化し、現在は政治に関与できるほどになっているらしい。
印刷所
優秀な学生を従え、非公式に単位修得用の偽造レポートを量産・販売する組織。福猫飯店の資金源の一部となっている。小説版では「私」が深く依存することになる。
自転車にこやか整理軍
キャンパス内の自転車を整理するボランティア組織。近年は駐輪スペースを僅かに外れた自転車までも強制撤去していく。アニメ版では学外の路上駐輪自転車すら回収し、その転売が「福猫飯店」の主だった収入源となっている。メンバーは皆ゴリラのような姿をしている。またバードマンサークルの製作した飛行機を強奪し、「北の国」に売り飛ばそうとした。

## 書誌情報
- 単行本：太田出版、2004年12月10日[3]、ISBN 978-4-87-233906-2
- 文庫本：角川文庫、2008年03月25日[4]、ISBN 978-4-04-387801-7

2024年4月26日よりAudibleから馬場惇平が朗読するオーディオブックが配信されている。
2022年11月6日より上記に先駆け、AudibleからAndrew Graceが朗読する英訳版『The Tatami Galaxy』のオーディオブックが配信されている。

## テレビアニメ
2010年4月から7月まで、フジテレビ『ノイタミナ』枠ほかにて放送された。全11話。湯浅政明にとって小説作品のアニメ化監督を担当するのは本作が初めてであり、森見登美彦にとっても自身の作品を映像化する初の作品である。また上田誠や中村佑介がアニメ制作に携わるのは本作が初めてである。舞台となる京都市内の描写に関しては、インクラインや四条河原町界隈、京都大学などで1か月弱にわたって徹底的にロケハンが行われた。また京都府や下鴨神社、地元企業なども「協力」として参加している。
小説の言葉遣いを活かした作品であるため、通常のアニメよりも文字数が多く、上田誠は「脚本家と声優泣かせ（笑）」と語っている。また第10話は「私」以外の人物が登場しない話で、「私」役の浅沼晋太郎が1人で単一の役を丸々1話こなすという、従来のテレビアニメでは異例の回であった。
テレビアニメは11話構成であるため、アニメ化に際しては、全体の印象や設定を損なわないよう配慮しつつ、小説版の全4話の各エピソードやパーツを組み替えて、10パターンの並行世界にまとめ直された。
2010年12月8日、2010年度文化庁メディア芸術祭アニメーション部門大賞を受賞した
。テレビアニメ作品での大賞受賞は創設以来初めてであり、湯浅政明の受賞は『マインド・ゲーム』以来の2度目である。また2011年3月1日には、東京アニメアワード2011でもテレビ部門優秀作品賞を受賞している。
2017年1月9日よりアニメ映画『夜は短し歩けよ乙女』の公開関連企画として、TOKYO MX・BSフジで主題歌を初放送時のものと差し替え、特別放送が実施された。
2022年4月より映画『四畳半タイムマシンブルース』の公開を記念して『ノイタミナ』枠で再放送された。その際、Blu-rayとDVDに特典映像として収録されていた未放送エピソード3作品が第12話として初放送された。

### スタッフ
- 原作 - 森見登美彦[16]
- 監督 - 湯浅政明[16]
- シリーズ構成 - 上田誠[16]
- 脚本 - 上田誠、湯浅政明
- キャラクター原案 - 中村佑介[16]
- キャラクターデザイン・総作画監督 - 伊東伸高[16]
- 美術コンセプトデザイン - 河野羚
- 美術監督 - 上原伸一[16]
- 色彩設計 - 辻田邦夫[16]
- 撮影監督 - 石塚恵子
- 編集 - 木村佳史子
- 音響監督 - 木村絵理子[16]
- 音楽 - 大島ミチル[16]
- 音楽プロデューサー - 佐野弘明
- チーフプロデューサー - 山本幸治
- プロデューサー - 竹内文恵、尾崎紀子
- アニメーションプロデューサー - 藤尾勉
- アニメーション制作 - マッドハウス[16]
- 制作 - 四畳半主義者の会[16]（アスミック・エースエンタテインメント、フジテレビジョン、ソニー・ミュージックエンタテインメント、電通、東宝、角川書店）

### 主題歌
初放送（2010年）・再放送（2022年）
「迷子犬と雨のビート」
ASIAN KUNG-FU GENERATIONによるオープニングテーマ。作詞・作曲は後藤正文、編曲はASIAN KUNG-FU GENERATION。
第11話ではエンディングテーマとして使用された。
「神様のいうとおり」
いしわたり淳治&砂原良徳+やくしまるえつこによるエンディングテーマ。作詞はいしわたり淳治、作曲・編曲は砂原良徳。
第11話ではオープニングテーマとして使用された。
特別放送（2017年）
「迷子犬と雨のビート」
シナリオアートによるオープニングテーマ。作詞・作曲は後藤正文、編曲はシナリオアート。
「ラブマゲドン」
シナリオアートによるエンディングテーマ。作詞はハヤシコウスケ、作曲はシナリオアート、編曲はCHRYSANTHEMUM BRIDGE。

### 各話リスト（テレビアニメ）
| 話数     | サブタイトル                         | 絵コンテ      | 演出          | 作画監督            | 初放送日       |
| -------- | ------------------------------------ | ------------- | ------------- | ------------------- | -------------- |
| 第一話   | テニスサークル「キューピット」       | 湯浅政明      | 湯浅政明      | 伊東伸高            | 2010年 4月23日 |
| 第二話   | 映画サークル「みそぎ」               | 横山彰利      | 横山彰利      | 西垣庄子            | 4月30日        |
| 第三話   | サイクリング同好会「ソレイユ」       | 牧原亮太郎    | 牧原亮太郎    | 牧原亮太郎 浅野直之 | 5月7日         |
| 第四話   | 弟子求ム                             | 横山彰利      | 横山彰利      | 伊東伸高            | 5月14日        |
| 第五話   | ソフトボールサークル「ほんわか」     | 浜崎博嗣      | 高橋知也      | 石浜真史            | 5月21日        |
| 第六話   | 英会話サークル「ジョイングリッシュ」 | 夏目真悟      | 夏目真悟      | 西垣庄子 浅野直之   | 5月28日        |
| 第七話   | サークル「ヒーローショー同好会」     | 三原三千夫    | 三原三千夫    | 三原三千夫          | 6月4日         |
| 第八話   | 読書サークル「SEA」                  | 清水洋        | 藤瀬順一      | 伊東伸高            | 6月11日        |
| 第九話   | 秘密機関「福猫飯店」                 | 横山彰利      | 横山彰利      | 牧原亮太郎          | 6月18日        |
| 第十話   | 四畳半主義者                         | CHOI EUNYOUNG | CHOI EUNYOUNG | 伊東伸高 石浜真史   | 6月25日        |
| 第十一話 | 四畳半紀の終わり                     | 湯浅政明      | 湯浅政明      | 伊東伸高            | 7月2日         |

### 放送局
| 放送期間                                                                                              | 放送時間                     | 放送局           | 対象地域   | 備考                           |
| --- | ---------------------------- | ---------------- | ---------- | ------------------------------ |
| 2010年4月23日 - 7月2日                                                                                | 金曜 0:45 - 1:15（木曜深夜） | フジテレビ       | 関東広域圏 | 製作参加 / 『ノイタミナ』第1部 |
| 2010年4月28日 - 7月7日                                                                                | 水曜 1:29 - 1:59（火曜深夜） | 関西テレビ       | 近畿広域圏 | 『アニメわ〜く!』第1部         |
| 2010年4月30日 - 7月9日                                                                                | 金曜 0:45 - 1:15（木曜深夜） | サガテレビ       | 佐賀県     |                                |
| | 金曜 2:15 - 2:45（木曜深夜） | 東海テレビ       | 中京広域圏 |                                |
| 2010年5月9日 - 8月8日                                                                                 | 日曜 1:00 - 1:30（土曜深夜） | BSフジ           | 日本全域   | BS放送 / 『ノイタミナ』第1部 / |
| 2010年5月16日 - 8月1日                                                                                | 日曜 1:05 - 1:35（土曜深夜） | さくらんぼテレビ | 山形県     |                                |
| 後に北海道文化放送（北海道）のほか、フジテレビTWO、アニマックス（いずれもCS放送）でも放送が行われた。 |                              |                  |            |                                |

| 放送期間                | 放送時間                     | 放送局   | 対象地域 | 備考     |
| ----------------------- | ---------------------------- | -------- | -------- | -------- |
| 2017年1月9日 - 3月20日  | 月曜 0:30 - 1:00（日曜深夜） | TOKYO MX | 東京都   |          |
| 2017年1月14日 - 3月25日 | 土曜 0:30 - 1:00（金曜深夜） | BSフジ   | 日本全域 | BS放送 / |

| 放送期間                | 放送時間                     | 放送局             | 対象地域       | 備考     |
| ----------------------- | ---------------------------- | ------------------ | -------------- | -------- |
| 2022年4月8日 - 6月24日  | 金曜 0:55 - 1:25（木曜深夜） | フジテレビ         | 関東広域圏     | 製作参加 |
|                         |                              | 岩手めんこいテレビ | 岩手県         |          |
|                         |                              | さくらんぼテレビ   | 山形県         |          |
|                         |                              | 福島テレビ         | 福島県         |          |
|                         |                              | サガテレビ         | 佐賀県         |          |
|                         | 金曜 1:05 - 1:35（木曜深夜） | テレビ愛媛         | 愛媛県         |          |
|                         | 金曜 1:20 - 1:50（木曜深夜） | 秋田テレビ         | 秋田県         |          |
|                         | 金曜 1:30 - 2:00（木曜深夜） | テレビ静岡         | 静岡県         |          |
|                         |                              | 長野放送           | 長野県         | [ 32 ]   |
|                         |                              | 鹿児島テレビ       | 鹿児島県       |          |
|                         | 金曜 1:45 - 2:15（木曜深夜） | テレビ熊本         | 熊本県         |          |
|                         | 金曜 1:50 - 2:20（木曜深夜） | NST新潟総合テレビ  | 新潟県         |          |
|                         | 金曜 1:55 - 2:25（木曜深夜） | 仙台放送           | 宮城県         |          |
|                         |                              | 関西テレビ         | 近畿広域圏     |          |
|                         |                              | テレビ西日本       | 福岡県         |          |
|                         | 金曜 2:00 - 2:30（木曜深夜） | テレビ新広島       | 広島県         |          |
|                         | 金曜 2:07 - 2:37（木曜深夜） | 東海テレビ         | 中京広域圏     |          |
| 2022年4月13日 - 6月29日 | 水曜 1:50 - 2:20（火曜深夜） | 北海道文化放送     | 北海道         | [ 33 ]   |
| 2022年6月7日 - 8月23日  | 火曜 1:25 - 1:55（月曜深夜） | さんいん中央テレビ | 島根県・鳥取県 | [ 34 ]   |

| 配信開始日 | 配信時間 | 配信サイト                                                           |
| ---------- | -------- | -------------------------------------------------------------------- |
| （不明）   | （不明） | Disney+ FOD dアニメストア （本店・ ニコニコ支店 ） U-NEXT アニメ放題 |

### 受賞（テレビアニメ）
| 賞                                   | 部門                    | 結果 |
| ------------------------------------ | ----------------------- | ---- |
| 第14回（2010年）文化庁メディア芸術祭 | アニメーション部門 大賞 | 受賞 |
| 第10回（2011年）東京アニメアワード   | テレビ部門 最優秀作品賞 | 受賞 |

### BD / DVD
| 巻          | 発売日         | 収録話         | 規格品番   | 規格品番   |
| 巻          | 発売日         | 収録話         | BD         | DVD        |
| ----------- | -------------- | -------------- | ---------- | ---------- |
| 第一巻      | 2010年8月20日  | 第1話 - 第2話  | TBR-20241D | TDV-20245D |
| 第二巻      | 2010年9月23日  | 第3話 - 第5話  | TBR-20242D | TDV-20246D |
| 第三巻      | 2010年10月22日 | 第6話 - 第8話  | TBR-20243D | TDV-20247D |
| 第四巻      | 2010年11月26日 | 第9話 - 第11話 | TBR-20244D | TDV-20248D |
| Blu-ray BOX | 2014年6月18日  | 全話           | TBR-24346D | -          |

#### 映像特典
第1、3、4巻にテレビ未放送エピソードを1作品ずつ収録。これら3作品は2022年の再放送時に第12話として初めてテレビで放送された。

##### 登場人物（映像特典）
- 李白 - 宮澤正
- 閏房調査団（けいぼうちょうさだん） - 小川剛生、佐藤拓也

##### 各話リスト（映像特典）
| 収録巻 | サブタイトル                                 | 絵コンテ・演出・作画 |
| ------ | -------------------------------------------- | -------------------- |
| 第一巻 | 「地面潜航艇、南極へ」                       | 三原三千夫           |
| 第三巻 | 「地面潜航挺、女湯へ」～閨房調査団桃色探索～ | 夏目真悟             |
| 第四巻 | 「恋と釣りの地面潜航艇」                     | 宮沢康紀             |

### 書誌情報（テレビアニメ）
- 四畳半神話大系公式読本：森見登美彦と四畳半神話研究会著、太田出版、2010年6月24日発売[37]、ISBN 978-4-77-831219-0
- 四畳半神話大系オフィシャルガイド：角川書店、2010年9月22日発売[38]、ISBN 978-4-04-874085-2

| フジテレビ・BSフジ ノイタミナ 第1部                        | フジテレビ・BSフジ ノイタミナ 第1部           | フジテレビ・BSフジ ノイタミナ 第1部 |
| 前番組                                                     | 番組名                                        | 次番組                              |
| ---------------------------------------------------------- | --------------------------------------------- | ----------------------------------- |
| のだめカンタービレ フィナーレ - ※ここまで週1本体制での放送 | 四畳半神話大系 - ※ここから『ノイタミナ』第1部 | もやしもん（ドラマ版）              |
| フジテレビ ノイタミナ                                      |                                               |                                     |
| 王様ランキング                                             | 四畳半神話大系（再放送・第12話初放送）        | よふかしのうた Season1              |